# خرگوش‌سانان
خرگوش‌سانان (نام علمی: Lagomorpha) راسته‌ای از بالاراسته هونیاسنجابک‌مانان هستند. راسته خرگوش‌سانان خود شامل دو تیره خرگوش‌های بی‌دم و خرگوشان (خرگوش صحرایی و خرگوش) وخرگوش اهلی می‌باشد.